# Palais de l'Europe
Het Palais de l'Europe (Frans voor Paleis van Europa of Europapaleis) is een gebouw in Straatsburg in de Elzas in Frankrijk waarin sinds 1977 de Raad van Europa is gevestigd. Voorafgaand aan 1977 kwam de Raad van Europa samen in het Europahuis. Het gebouw is ontworpen door de Franse architect Henry Bernard en is gelegen op het terrein rechts van het voormalige Maison de l'Europe (Huis van Europa), waar de Raad van Europa vanaf 1950 in bijeen kwam. Bernard werd na zijn aanstelling in juni 1970 betrekkelijk vrijgelaten in het ontwerp, wat uiteindelijk resulteerde in een 38 m hoog vierkant complex met zijden van 106 m waarin verschillende materialen werden verwerkt, zoals spiegelglas, aluminiumplaten en zandsteen. Over negen verdiepingen biedt het 64.000 m² oppervlakte.
Het Palais de l'Europe werd van 1977 tot 1999 ook gebruikt voor de Straatsburgse zittingen van het Europees Parlement van de Europese Unie; sinds 1999 vinden die plaats in het Louise Weissgebouw.

## Afbeeldingen

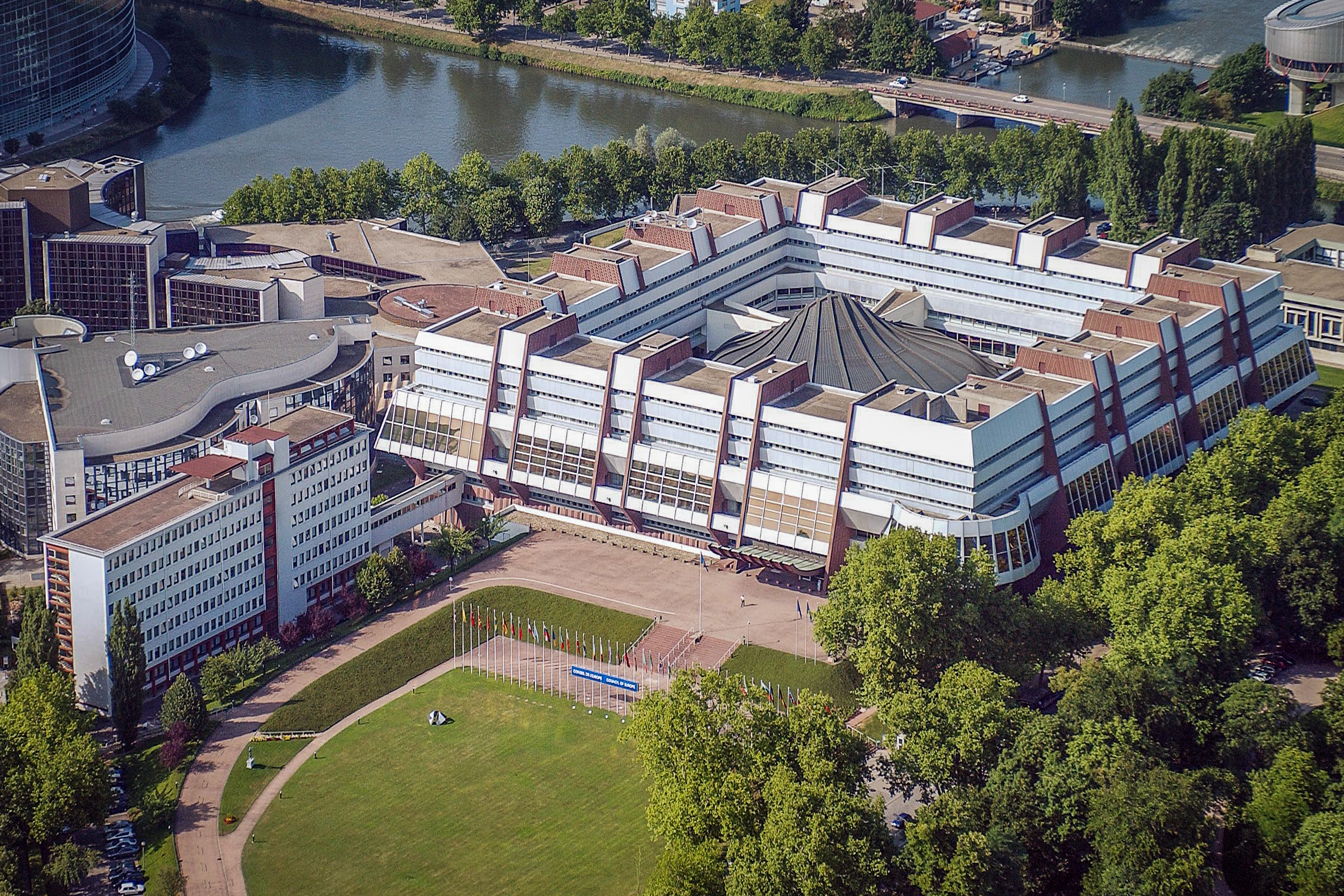
Luchtfoto van het Palais de l'Europe